# Börje Lindberg
Gunnar Börje Lindberg, född 14 maj 1928 i Stockholm, död 20 november 2023 i Glemminge distrikt i Ystads kommun, var en svensk skulptör.
Börje Lindberg utbildade sig hos Lena Börjeson 1950 vid Kungliga Konsthögskolan i Stockholm 1952–1957 för Bror Hjorth och Stig Blomberg. Han arbetade främst i trä men gjorde även en del skulpturer i brons, keramik och andra material. Hans förmodligen främsta och största skulpturala verk är rondellskulpturen vid Landskronas infart. 
På Österlen engagerade han sig i undervisning på Österlens Konstskola i Simrishamn. Han är representerad på Moderna museet i Stockholm.
Lindberg tilldelades 2020 Ystads kommuns kulturpris.

## Offentliga verk i urval
- Varandras spegel i Bagarmossens centrum, Stockholm
- Bollspel, Brännkyrka läroverk, Stockholm
- Generalslagsmål, Solna
- 33 lågor, Österportsrondellen, Landskrona
- SIN flaggor, Branteviksrondellen, Simrishamn
- Meditation, Huddinge sjukhus
- Tegelvägg, Norrtälje sjukhus
- Spegel, Rosenlunds sjukhus, Stockholm

## Galleri

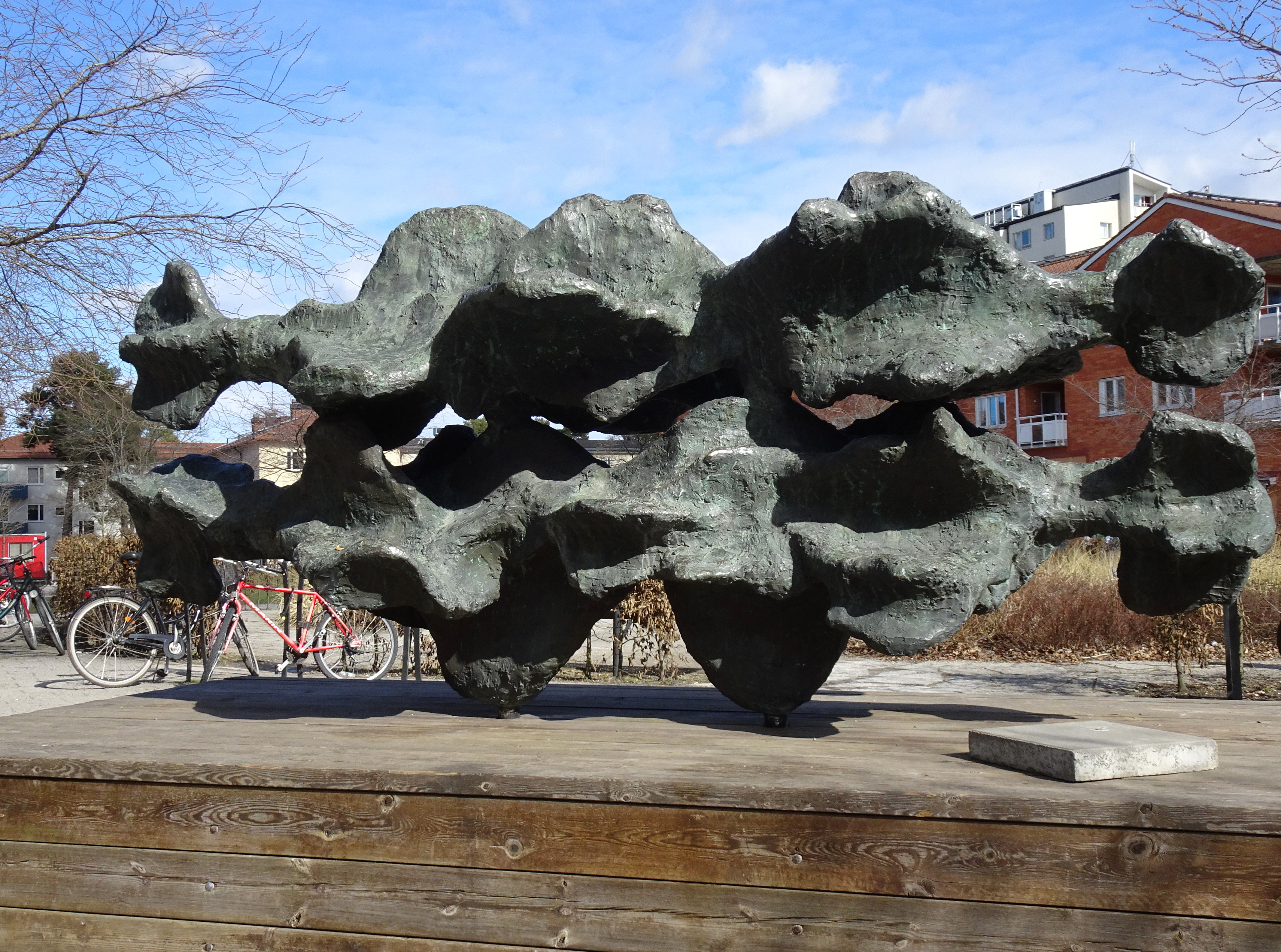
Varandras spegel, Bagarmossen, 1971.
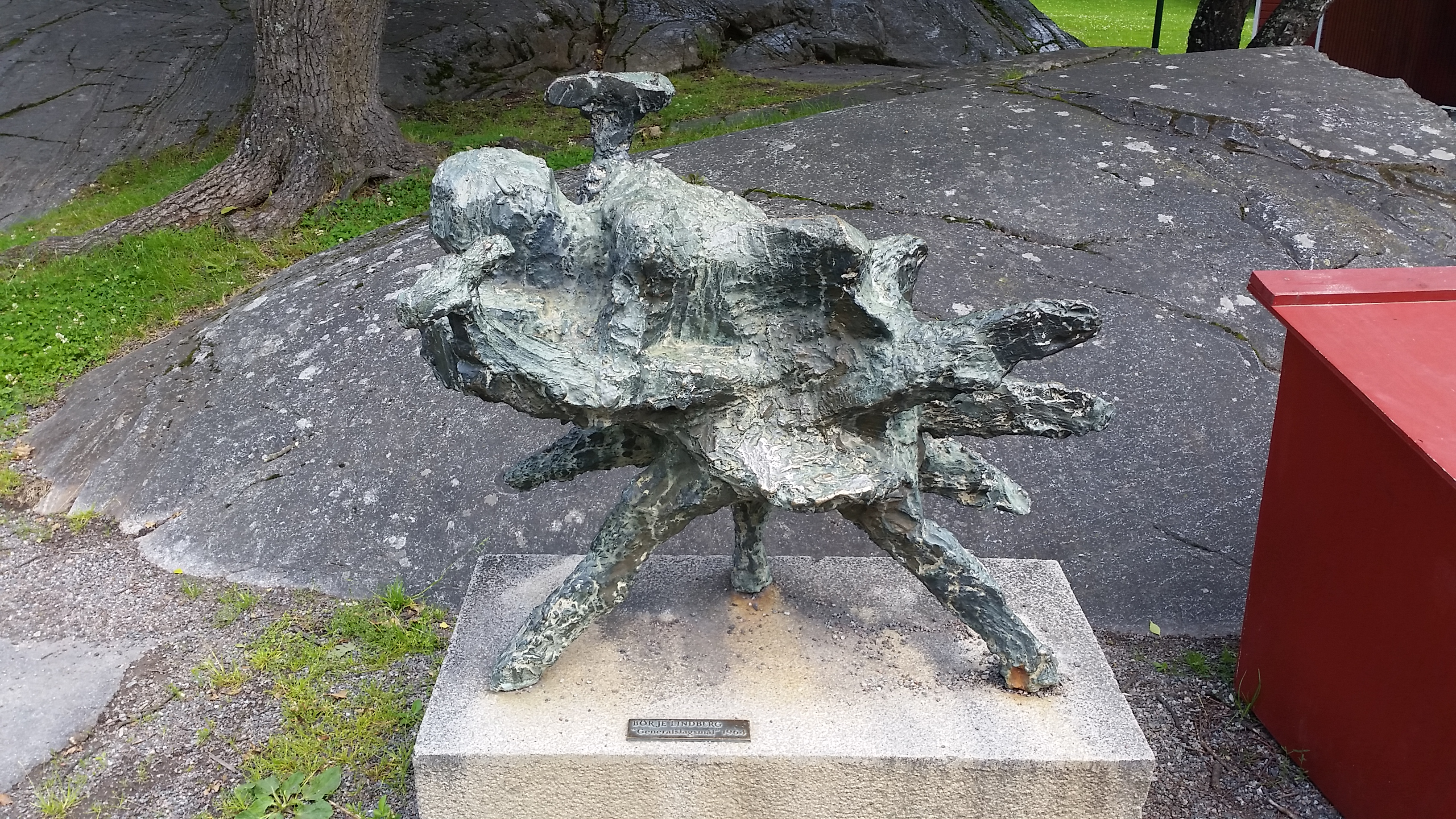
Generalslagsmål, Solna, 1962.
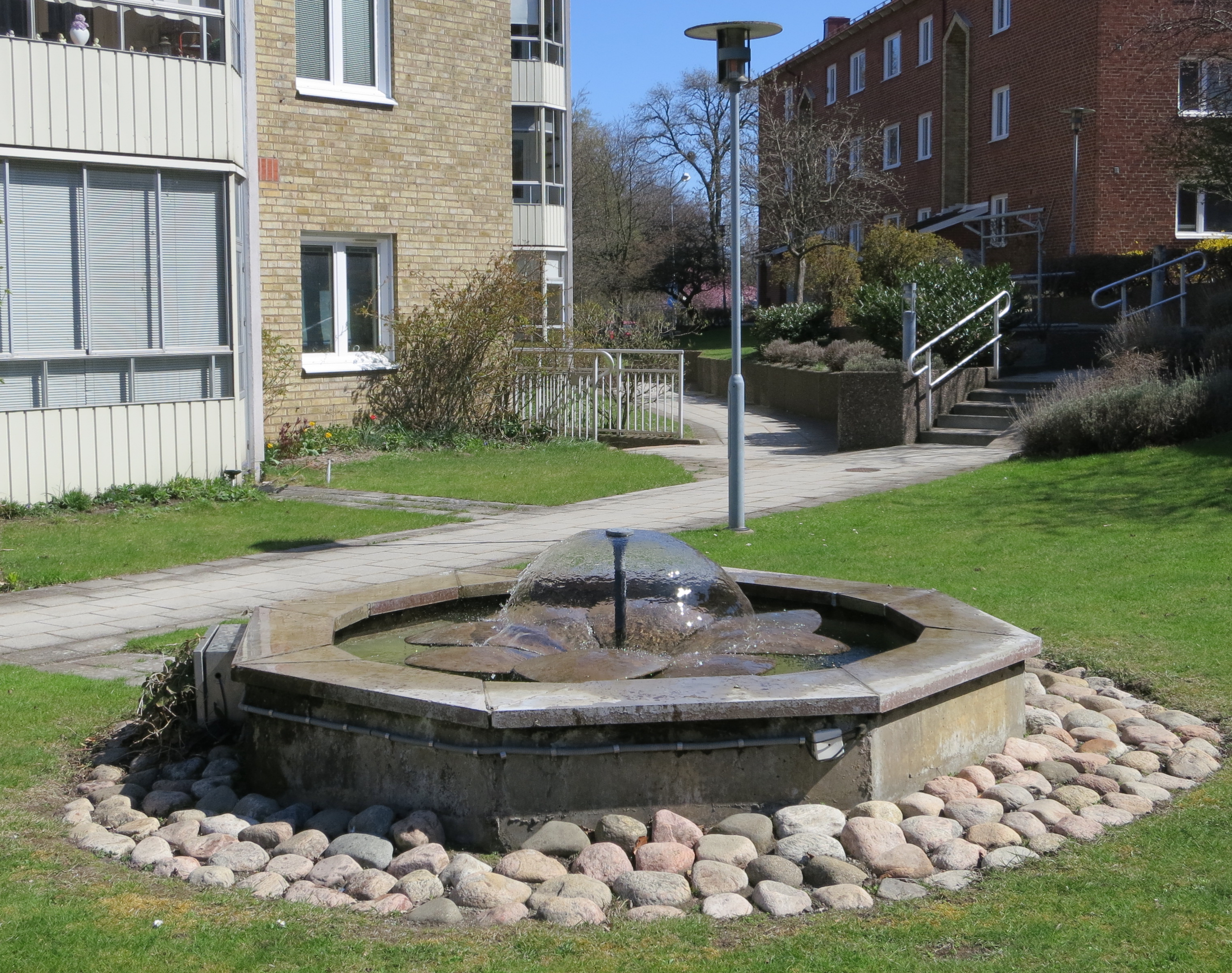
Fontänskulptur i Malmö, ca 1990.